# Muzeum 4 Pułku Strzelców Podhalańskich w Cieszynie
Muzeum 4 Pułku Strzelców Podhalańskich w Cieszynie – prywatne muzeum położone w Cieszynie, poświęcone historii 4 Pułku Strzelców Podhalańskich, stacjonującego w tym mieście od 1920 roku. Zostało wpisane do wykazu muzeów  prywatnych, prowadzonego przez Ministerstwo Kultury i Dziedzictwa Narodowego.
Placówka powstała w 2008 roku dzięki staraniom Sekcji Miłośników Militariów, działającej w ramach Macierzy Ziemi Cieszyńskiej. Jego założycielem jest Krzysztof Neścior.
Na ekspozycję muzeum składają się zbiory poświęcone historii 4 Pułku Strzelców Podhalańskich oraz epizodów lotniczych na terenie Śląska Cieszyńskiego w latach 1937-1945. Wśród eksponatów znajdują się m.in. odbudowany wóz pod ciężki karabin maszynowy Biedka wz.33, motocykl łącznikowy Elfa-Sachs z 1938 roku, repliki broni, umundurowanie oraz części samolotów (Messerschmitt Bf 109, Jak-9, Ił-2, Douglas DB-7, B-24 Liberator, RWD-6). Zgromadzone zbiory pochodzą z rąk prywatnych.
Placówka opiekuje się również polskim schronem bojowym z 1939 roku, położonym w Cieszynie-Boguszowicach.
Muzeum można zwiedzać po uprzednim uzgodnieniu z właścicielem.